# Дятел (фільм)
«Дятел» (пол. Dzięcioł) — польський художній фільм, комедія 1970 року.

## Сюжет
Стефан Вальдек працює в універсамі, де рекламує товари і як охоронець уважно спостерігає за покупцями. Він нерідко бачить привабливих жінок, які збуджують його уяву. Добре, що його дружина їде — з'явилася надія, що щось станеться. Тим більше, що жінок навколо багато, а в будинку навпроти без перерви триває божевільна оргія, і Стефан щодня, коли чистить зуби, бачить це через вікно.

## У ролях
- Веслав Голас — Стефан Вальдек
- Аліна Яновська — Миська, дружина Стефана
- Едвард Дзевоньський — Ратайчак, колега Стефана
- Йоанна Єндрика — Ірена, колега Стефана
- Віолетта Віллас — Барбара Тильская, дружина адвоката
- Здзіслав Мрожевскій — Тильскій, адвокат
- Калина Ендрусік — дівчина на вечірці
- Адам Павліковський — злодій в універсамі і на вечірці (озвучування: Густав Голоубек)
- Казімєж Рудзкій — лікар в універсамі
- Ришард Петруський — директор універсаму
- Кристина Фельдман — секретарка директора універсаму
- Роман Мосёр — Павло Вальдек, син Стефана
- Владислав Ханьча — майор, тесть Стефана
- Барбара Людвіжанка — теща Стефана
- Ядвіга Душак — Малгося (озвучування: Станіслава Целіньская)
- Ірена Квятковська — санітарка
- Мітчелл Ковалл — Едек Здзебко (озвучування: Францішек Піч)
- Ванда Станіславська-Лёте — сусідка
- Ірена Лясковська — сусідка
- Барбара Бурська — дівчина з Ополе
- Ева Кшіжевская — варшав'янка
- Маріан Коциняк — репортер з телебачення
- Тадеуш Плюціньскій — тренер Міські